# Phillip Law
Phillip Garth Law AC, CBE (* 21. April 1912 in Tallangatta, Victoria, Australien; † 28. Februar 2010 in Melbourne) war ein australischer Polarforscher in der Antarktis.

## Biografie
Nach dem Besuch der Hamilton High School war er als Lehrer für Physik und Boxunterricht an Sekundarschulen wie der Melbourne High School tätig. Daneben absolvierte er ein Studium an der University of Melbourne, das er 1941 mit einem Master of Science beendete. Im Anschluss war er zwischen 1943 und 1948 als Lecturer für Physik an der Universität Melbourne tätig.
Nach der ersten Australasiatischen Antarktisexpedition von Sir Douglas Mawson in den Jahren 1911 bis 1914 und der Erhebung des Anspruchs Australiens auf das Australische Antarktis-Territorium durch das Australian Antarctic Territory Acceptance Act von 1933 begann Philip Law 1947 mit seinen Polarforschungen zur Antarktis. Mit dieser ersten Expedition nach dem Zweiten Weltkrieg kam es zum Neubeginn der australischen Antarktisforschung im Rahmen der Australian National Antarctic Research Expeditions (ANARE).
Als Direktor der 1948 gegründeten australischen Antarktisbehörde Australian Antarctic Division (AAD) leitete er 1954 die Expedition die zur Gründung der ersten australischen Forschungsstationen in der Antarktis führte, die nach Sir Douglas Mawson Mawson-Station benannt wurde. Bei einer weiteren Expedition kam es 1957 zur Gründung der Davis-Station, der südlichsten australischen Forschungsstation in der Antarktis. 1959 leitete er die Verhandlungen zur Überführung der bisherigen US-amerikanischen Wilkes-Station in australischen Besitz und aus der 1964 die Casey-Station im östlichsten Teil der Antarktis hervorging. Im Rahmen dieser Expedition erfolgte 1964 auch die Erforschung und Benennung der Anare Mountains.
1966 trat er zwar von seinem Amt als Direktor der AAD zurück, blieb jedoch der Polarforschung in der Antarktis treu und war zwischen 1966 und 1980 Vorsitzender des Australischen Nationalkomitees für Antarktisforschung (Australian National Committee on Antarctic Research), in den Jahren 1967/68 war er zudem Präsident der Royal Society of Victoria. Bis zu seinem 91. Lebensjahr 2003 unternahm er insgesamt 28 Expeditionen in die Antarktis und schuf letztlich als Gründer der drei australischen Forschungsstationen in der Antarktis die Grundlagen der modernen Programme Australiens auf diesem Kontinent. Während seiner Expeditionen war auch maßgeblich an der Kartografie von mehr als 5.000 Kilometern Küste der Antarktis beteiligt.
Seine 1990 verstorbene Frau Nel Law war die erste australische Frau in der Antarktis.
Für seine Verdienste um die australische Antarktisforschung wurde er 1995 Companion des Order of Australia. Darüber hinaus war er Commander des Order of the British Empire. Er ist in Antarktika Namensgeber für den Law Dome, den Strand Law Landing, das Law-Plateau, die Law Promontory sowie mittelbar für die Law-Inseln.